# 日托米爾州
日托米爾州（羅馬化：Zhytomyrska oblast）是烏克蘭北部的一州。总面積29,832平方公里，2021年总人口1,195,495。首府日托米爾。

## 行政区划
在2020年乌克兰行政区划改革后，日托米爾州划分为4个区，每个区再下分为若干市镇。四个区为：
- 別爾季切夫區
- 科羅斯滕區
- 兹维亚赫尔区
- 日托米爾區

## 人口
日托米尔州是波兰裔乌克兰人最主要的聚集地，人口约4.9万人。

### 年龄结构
0-14岁：15.8% ▲（男 103,194/女 97,617）
15-64岁：68.1% ▼（男 420,285/女 444,803）
65岁以上：16.1% ▼（男 65,301/女 138,472，2013年官方统计）

### 年龄中位数
全部人口：39.4 岁 ▲
男性人口：36.1 岁 ▲
女性人口：42.6 岁 ▲（2013年官方统计）

## 经济
日托米尔州当地经济以花岗岩矿业、其他建筑用石、林业、农业、机械加工业为主。该州北部地区受切尔诺贝利核事故影响较大。